# Otto-Buchwitz-Platz 1 (Görlitz)

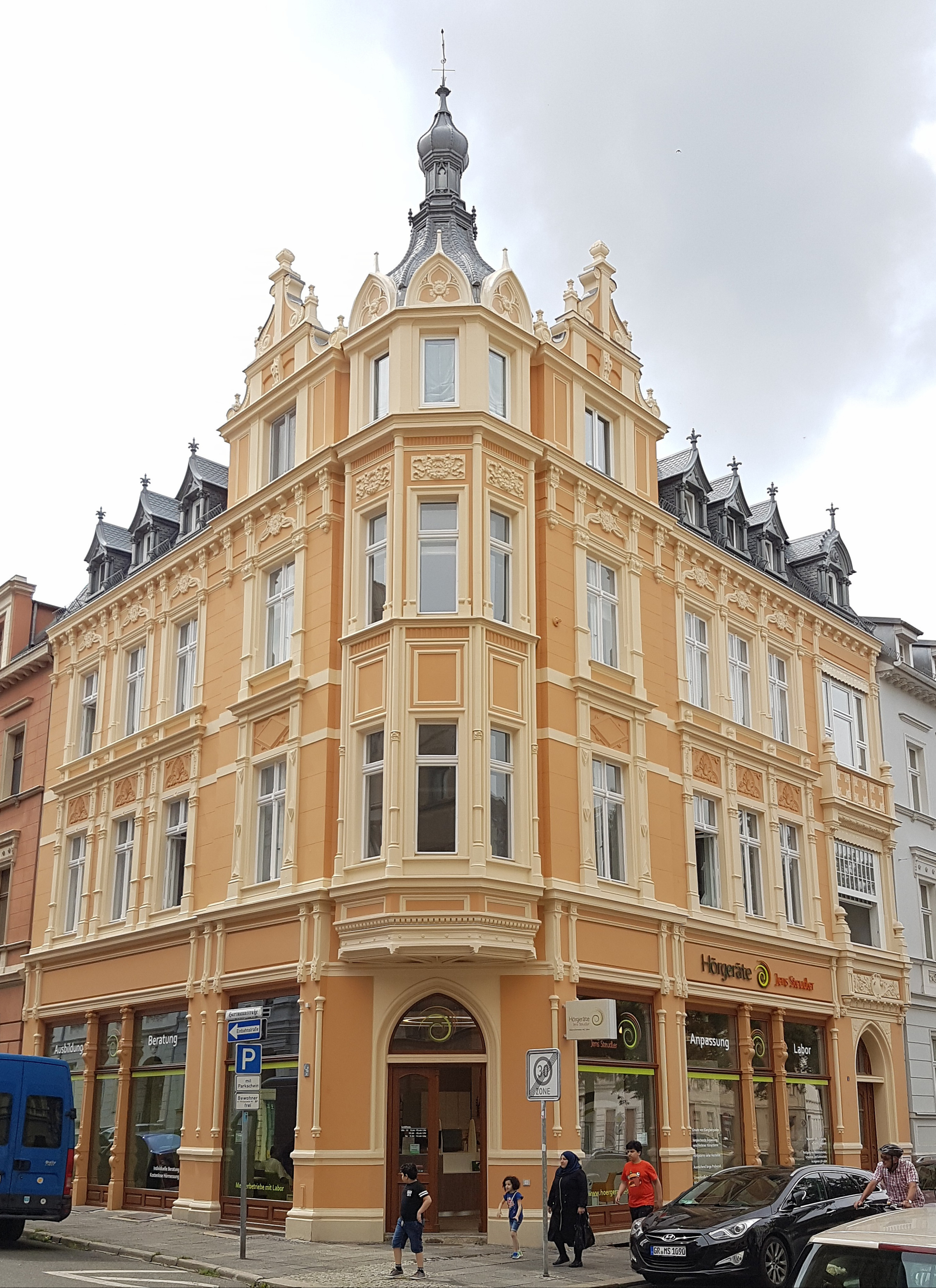
Otto-Buchwitz-Platz 1

Das Mietshaus Otto-Buchwitz-Platz 1 ist ein geschütztes Kulturdenkmal am Zentrum-Westrand des Görlitzer Gründerzeit-Stadtteils Innenstadt. Errichtet wurde das Neurenaissance-Eckhaus mit vom Jugendstil beeinflussten Stuckzierrat um 1900. Das gesamte Erdgeschoss mit Ausnahme der Eingangshalle und dem Treppenhaus nehmen Ladenflächen ein. Die Fassadenseiten sind mit einem Eckerkerturm, zwei anschließenden Ziergiebeln und reichem Stuckzierrat verziert. Das Gebäude ist baugeschichtlich und straßenbildprägend von Bedeutung und ist unter der Nummer 09280549 in der Denkmalschutzliste des Landesamtes für Denkmalschutz in Sachsen erfasst.